# Таврический район
Таври́ческий райо́н — административно-территориальная единица (район) и муниципальное образование (муниципальный район) на юге Омской области России.
Административный центр — рабочий посёлок Таврическое.

## География
Площадь района — 2800 км². Основная река — Иртыш.

## История
Район образован в 1935 году.

## Население
| 1926    | 1959    | 1970    | 1979    | 1989    | 2002    |
| ------- | ------- | ------- | ------- | ------- | ------- |
| 15 205  | ↗19 861 | ↗42 062 | ↗44 006 | ↗47 751 | ↘38 840 |
| 2009    | 2010    | 2011    | 2012    | 2013    | 2014    |
| ↗40 868 | ↘36 458 | ↗36 555 | ↗36 852 | ↘36 718 | ↘36 367 |
| 2015    | 2016    | 2017    | 2018    | 2019    | 2020    |
| ↘36 226 | ↘36 005 | ↘35 676 | ↘35 246 | ↘34 978 | ↘34 905 |
| 2021    | 2023    |         |         |         |         |
| ↘34 035 | ↘33 534 |         |         |         |         |

### Урбанизация
В городских условиях (рабочий посёлок Таврическое) проживают 34,93 % населения района.

### Национальный состав
По данным переписи населения 1939 года: русские — 39,3 % или 9332 чел., украинцы — 38,9 % или 9227 чел., казахи — 13,2 % или 3132 чел., немцы — 6,4 % или 1528 чел.
По Всероссийской переписи населения 2010 года
| Национальность  | Численность населения, чел. | Доля от населения |
| --------------- | --------------------------- | ----------------- |
| Армяне          | 185                         | 0,51              |
| Казахи          | 3607                        | 9,89              |
| Киргизы         | 282                         | 0,77              |
| Немцы           | 1605                        | 4,40              |
| Русские         | 27402                       | 75,16             |
| Татары          | 281                         | 0,77              |
| Украинцы        | 2212                        | 6,07              |
| Прочие нации    | 885                         | 2,43              |
| Итого по району | 36458                       | 100,00            |

## Муниципально-территориальное устройство
В Таврическом районе 43 населённых пункта в составе одного городского и 10 сельских поселений:
| №  | Городское и сельские поселения   | Административный центр      | Количество населённых пунктов | Население | Площадь, км2 |
| -- | -------------------------------- | --------------------------- | ----------------------------- | --------- | ------------ |
| 1  | Таврическое городское поселение  | рабочий посёлок Таврическое | 2                             | ↘12 267   | 74,46        |
| 2  | Карповское сельское поселение    | село Карповка               | 2                             | ↘1444     | 252,08       |
| 3  | Ленинское сельское поселение     | рабочий посёлок Таврическое | 6                             | ↘2302     | 266,30       |
| 4  | Луговское сельское поселение     | село Луговое                | 3                             | ↘1487     | 222,71       |
| 5  | Любомировское сельское поселение | село Любомировка            | 4                             | ↘1853     | 333,74       |
| 6  | Неверовское сельское поселение   | село Неверовка              | 5                             | ↘1914     | 297,43       |
| 7  | Новоуральское сельское поселение | посёлок Новоуральский       | 6                             | ↘3220     | 391,53       |
| 8  | Прииртышское сельское поселение  | село Прииртышье             | 2                             | ↘1407     | 91,29        |
| 9  | Пристанское сельское поселение   | село Пристанское            | 4                             | ↘1957     | 280,89       |
| 10 | Сосновское сельское поселение    | село Сосновское             | 4                             | ↘4013     | 332,50       |
| 11 | Харламовское сельское поселение  | село Харламово              | 5                             | ↘1670     | 192,96       |

| №  | Населённый пункт                             | Тип              | Население | Муниципальное образование        |
| -- | -------------------------------------------- | ---------------- | --------- | -------------------------------- |
| 1  | Андреевка                                    | деревня          | ↘155      | Неверовское сельское поселение   |
| 2  | Байдалин                                     | деревня          | ↗303      | Пристанское сельское поселение   |
| 3  | Баландино                                    | деревня          | ↘246      | Пристанское сельское поселение   |
| 4  | Березовка                                    | деревня          | ↘203      | Любомировское сельское поселение |
| 5  | Веселые Рощи                                 | деревня          | ↘490      | Любомировское сельское поселение |
| 6  | Воронково                                    | село             | ↘159      | Сосновское сельское поселение    |
| 7  | Гончаровка                                   | деревня          | ↘60       | Любомировское сельское поселение |
| 8  | Жатва                                        | станция          | 495       | Новоуральское сельское поселение |
| 9  | Зелёное Поле                                 | деревня          | ↘286      | Неверовское сельское поселение   |
| 10 | Камышино                                     | деревня          | →281      | Харламовское сельское поселение  |
| 11 | Карповка                                     | село             | ↗1380     | Карповское сельское поселение    |
| 12 | Копейкино                                    | деревня          | ↗720      | Ленинское сельское поселение     |
| 13 | Коянбай                                      | аул              | ↗415      | Неверовское сельское поселение   |
| 14 | Лапино                                       | деревня          | ↘70       | Ленинское сельское поселение     |
| 15 | Лесное                                       | село             | ↘93       | Сосновское сельское поселение    |
| 16 | Лобково                                      | деревня          | ↘239      | Харламовское сельское поселение  |
| 17 | Луговое                                      | село             | ↗1259     | Луговское сельское поселение     |
| 18 | Любомировка                                  | село             | ↗1213     | Любомировское сельское поселение |
| 19 | Муртук                                       | деревня          | ↘113      | Неверовское сельское поселение   |
| 20 | Неверовка                                    | село             | ↗1039     | Неверовское сельское поселение   |
| 21 | Новобелозеровка                              | деревня          | ↘393      | Ленинское сельское поселение     |
| 22 | Новоселецк                                   | деревня          | ↗510      | Ленинское сельское поселение     |
| 23 | Новоселецк                                   | разъезд          | ↘22       | Харламовское сельское поселение  |
| 24 | Новотелегино                                 | деревня          | ↘160      | Ленинское сельское поселение     |
| 25 | Новоуральский                                | посёлок          | ↗1868     | Новоуральское сельское поселение |
| 26 | Отделение № 1 Опытного Хозяйства СибНИИСХОЗа | населённый пункт | 359       | Новоуральское сельское поселение |
| 27 | Отделение № 4 Опытного Хозяйства СибНИИСХОЗа | населённый пункт | 244       | Новоуральское сельское поселение |
| 28 | Пальцевка                                    | деревня          | ↘191      | Карповское сельское поселение    |
| 29 | Победа                                       | деревня          | ↗193      | Пристанское сельское поселение   |
| 30 | Прииртышье                                   | село             | ↗1412     | Прииртышское сельское поселение  |
| 31 | Пристанское                                  | село             | ↗1747     | Пристанское сельское поселение   |
| 32 | Ракиты                                       | деревня          | ↘0        | Луговское сельское поселение     |
| 33 | Садовое                                      | село             | ↘245      | Сосновское сельское поселение    |
| 34 | Сибкоммуна                                   | деревня          | ↘12       | Харламовское сельское поселение  |
| 35 | Солоновка                                    | деревня          | ↘172      | Луговское сельское поселение     |
| 36 | Сосновка                                     | деревня          | ↘111      | Прииртышское сельское поселение  |
| 37 | Сосновское                                   | село             | ↗3554     | Сосновское сельское поселение    |
| 38 | Стрела                                       | станция          | ↗555      | Таврическое городское поселение  |
| 39 | Таврическое                                  | рабочий посёлок  | ↘11 712   | Таврическое городское поселение  |
| 40 | Тихорецкое                                   | деревня          | ↘283      | Новоуральское сельское поселение |
| 41 | Харламово                                    | село             | ↘1453     | Харламовское сельское поселение  |
| 42 | Черниговка                                   | деревня          | ↘309      | Ленинское сельское поселение     |
| 43 | Черноглазовка                                | деревня          | ↗312      | Новоуральское сельское поселение |

## Достопримечательности
Памятники истории, архитектуры, археологии и монументального искусства района
- Обелиск воинам-землякам, погибшим в годы Великой Отечественной войны 1941—1945 года, установлен в 1967 году, Таврическое
- Мемориальный комплекс воинам-землякам, погибшим в годы Великой Отечественной войны 1941—1945 годы, площадь Победы, Таврическое
- Памятник В. И. Ленину, установлен в 1973 году, Таврическое
- Курганные группы и городища I тысячелетие до н. э., правый берег реки Иртыш
- 4 археологических памятника — поселения и стоянка; деревня Баландино
- Могила Ивана Улыбина, Героя Советского Союза, кладбище села Воронково
- Могила Евмена Горового, полного кавалера ордена Славы, кладбище села Сосновское

## Транспорт
- Автобус № 168 Партизанская-СНТ Портовик
- Автобус № 162 Л. Чайкиной-СНТ Озёрный